# Acido ellagico

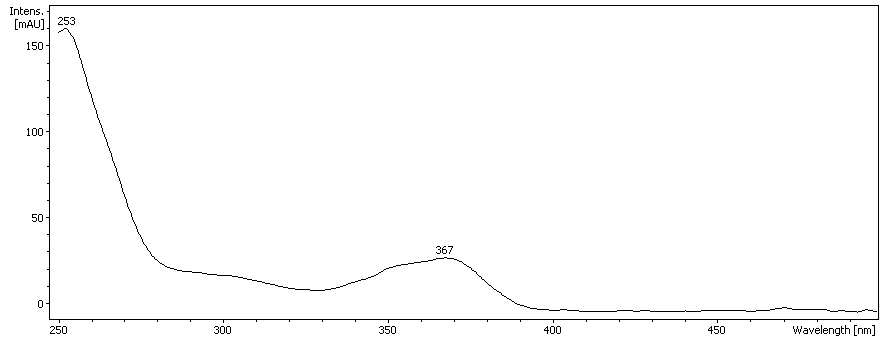
Spettro nell'UV-visibile dell'acido ellagico

L'acido ellagico è un antiossidante fenolico naturale presente in numerosi frutti e verdure.
Le proprietà antiproliferative e antiossidanti dell'acido ellagico sono state di stimolo per ricerche finalizzate all'individuazione dei suoi potenziali effetti positivi sulla salute.
Dal punto di vista chimico, l'acido ellagico è il dilattone dell'acido esaidrossidifenico.

## Metabolismo

### Biosintesi
Le piante producono l'acido ellagico per idrolisi dei tannini come ad esempio l'ellagitannino e la geraniina.

### Biodegradazione
Le urolitine sono metaboliti della microflora umana derivati dall'acido ellagico introdotto con la dieta.

## Storia
L'acido ellagico fu scoperto dal chimico Henri Braconnot nel 1831.
Nel 1905, Maximilian Nierenstein preparò questa sostanza a partire da algarrobilla, dividivi, corteccia di quercia, melograno, myrobalan e quercia vallonea.
Nel 1915, questi ipotizzò anche la sua formazione a partire dalla galloil-glicina ad opera del Penicillium.
Löwe fu il primo a sintetizzare l'acido ellagico riscaldando l'acido gallico con acido arsenico o ossido di argento.

## Presenza in natura
L'acido ellagico si trova nelle specie di Quercus quali la quercia bianca del Nord America (Quercus alba) e la quercia rossa europea (Quercus robur).
Anche il macrofita Myriophyllum spicatum produce acido ellagico.
L'acido ellagico si trova anche nel fungo medicinale Phellinus linteus.

### Nel cibo
I maggiori livelli di acido ellagico si trovano nelle bacche e nella frutta secca, in particolare: more, ossicocchi (cranberries), noci pecan, melagrana, lamponi, fragole, noci, bacche di Goji e uva.
Si trova anche nelle pesche e in altre piante alimentari.

## Medicina
L'acido ellagico mostra proprietà antiproliferative e antiossidanti in molti modelli in vitro e in piccoli animali.
Le proprietà antiproliferative dell'acido ellagico potrebbero derivare dalla sua capacità di inibire direttamente il legame fra il DNA e alcuni agenti cancerogeni, tra i quali le N-nitrosammine e gli idrocarburi policiclici aromatici.
Analogamente ad altri antiossidanti polifenolici, l'acido ellagico presenta un effetto chemoprotettivo nei modelli cellulari grazie alla riduzione dello stress ossidativo.
L'acido ellagico è stato commercializzato come integratore alimentare con l'asserzione di benefici contro il cancro, malattie cardiovascolari e altri problemi medici.
La Food and Drug Administration statunitense ha identificato l'acido ellagico come una "Fake Cancer Cure Consumers Should Avoid" ("cura fasulla contro il cancro che i consumatori dovrebbero evitare").
Molti venditori di integratori alimentari con base negli Stati Uniti hanno ricevuto lettere dalla Food and Drug Administration che diffidano dal promuovere l'acido ellagico con affermazioni che violano il Federal Food, Drug, and Cosmetic Act.
Le urolitine, quali ad esempio la urolitina A, sono metaboliti della flora intestinale umana di derivati dell'acido ellagico introdotto con l'alimentazione; sono in corso studi per valutare la loro azione come agenti anticancro.
Non è stata comunque dimostrata l'azione di prevenzione del cancro nell'uomo da parte dell'acido ellagico.